# Uskela
Uskela var en kommun i Halikko härad i Åbo och Björneborgs län i Finland. Kommunen grundades 1868 och den uppgick i Salo stad 1 januari 1967. Innan kommunsammanslagningen var Uskelas grannkommuner Angelniemi, Bjärnå, Halikko, Kuusjoki, Muurla och S:t Bertils. Uskela var enspråkigt finsk.

## Historia
Uskela var troligen centrum i fornsocknen Halikko, som under missionstiden på 1100-talet omvandlades till en stamsocken. Denna uppdelades möjligen under 1200-talets andra kvartal i kyrksocknarna Halikko och Uskela. Socknen omnämns första gången år 1329. Från socknen avskildes kyrksocknen S:t Mårtens i slutet av 1300-talet och kapellförsamlingen S:t Bertils i början av 1400-talet.
I Uskela bildades 1887 Salo köping men köpingen var inte en egen församling. 1 maj 1914 utbröts Salo som en egen församling från Uskela samtidigt områden med 1 417 personer överfördes till köpingen. 1948 överfördes områden med 4 899 personer till Salo. Uskela blev del av Salo stad 1 januari 1967.

## Geografi

### Byar
Anis (finska: Aninen), Anjala, Breidilä, Falkkila, Fulkkila, Hakastaro, Hankala, Haukkala, Hämeenkylä, Hämmäis (finska: Hämmäinen), Jaanu, Karjaskylä, Karlberg (finska: Pettilä), Kaukvuori, Kavila, Kirjola, Kokkola, Kurjenpahna, Kälpiö, Kärkis (finska: Kärkkä), Loppis (finska: Lopenkylä), Moisio, Mäenala, Mököis (finska: Mököinen), Närvelä, Pahkavuori, Prästgården, Pappis (finska: Pappinen), Pukkila, Ragneböle, Rauvola, Röykkälä, Salo by, Storby (finska: Isokylä), Tottola, Ullenböle (finska: Ullenpyöli), Veitakkalan och Villilä. 

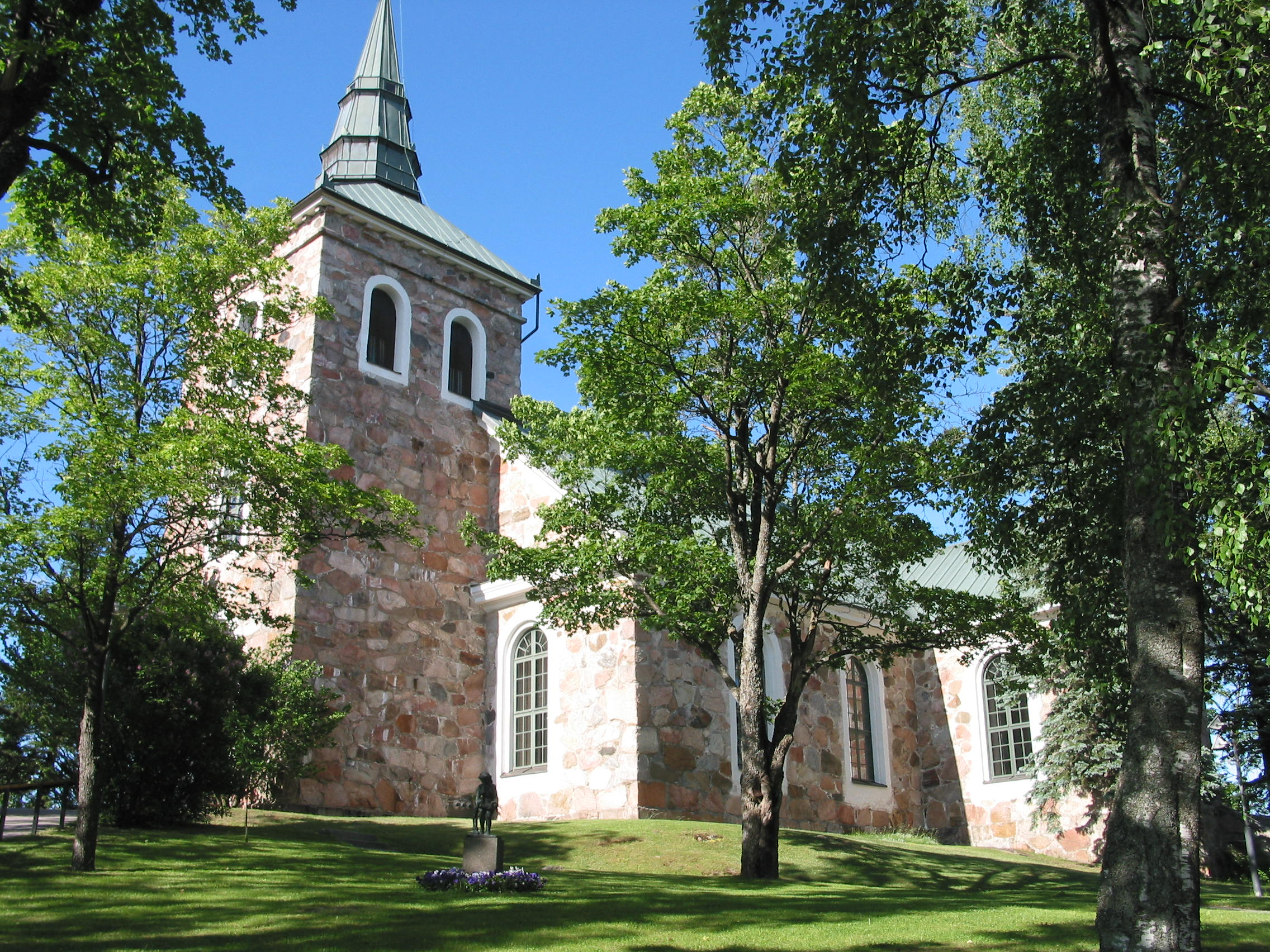
Uskela kyrka.

### Herrgårdar
Fulkila gård nämns första gången 1508 och ägdes då av väpnaren Måns Frille, som hade varit kung Hans hövitsman på Åbo slott. Från 1530 gick gården i arv i ätten Starck tills Margareta Tomasdotter (Starck, död 1637) gifte sig med fogden i Åbo län Michel Påvelsson vars efterkommande bar namnet Munck af Fulkila. Den sista Munck-ättlingen sålde gården 1737. År 1749 köpte riksgrevinnan Catarina Ebba Horn af Åminne gården och förenade den med sitt säteri Åminne i Halikko. Fulkila avskildes 1940 från Åminne till en yngre son i ägarsläkten. Gårdens huvudbyggnad står på en stengrund som kan vara från 1500-talet, möjligen byggd av Michel Påvelsson.

## Demografi
Enligt Statsrådets beslut den 28 december 1962 var Uskela för perioden 1963 till 1972 en enspråkigt finsk kommun.
| År   | Invånare | Finska | Finska % | Svenska | Svenska % | Övriga | Övriga % | Referens |
| ---- | -------- | ------ | -------- | ------- | --------- | ------ | -------- | -------- |
| 1880 | 2 525    | 2 381  | 94,3 %   | 144     | 5,7 %     | 0      | 0,0 %    | [ 12 ]   |
| 1890 | 3 161    | 2 894  | 91,6 %   | 261     | 8,3 %     | 6      | 0,2 %    | [ 13 ]   |
| 1900 | 3 660    | 3 544  | 96,8 %   | 113     | 3,1 %     | 3      | 0,1 %    | [ 14 ]   |
| 1910 | 4 597    | 4 360  | 94,8 %   | 236     | 5,1 %     | 1      | 0,0 %    | [ 15 ]   |
| 1920 | 3 877    | 3 806  | 98,2 %   | 67      | 1,7 %     | 4      | 0,1 %    | [ 2 ]    |
| 1930 | 4 507    | 4 463  | 99,0 %   | 40      | 0,9 %     | 4      | 0,1 %    | [ 16 ]   |
| 1940 | 5 869    | 5 798  | 98,8 %   | 70      | 1,2 %     | 1      | 0,0 %    | [ 17 ]   |
| 1950 | 2 957    | 2 939  | 99,4 %   | 18      | 0,6 %     | 0      | 0,0 %    | [ 18 ]   |
| 1960 | 3 013    | 2 998  | 99,5 %   | 13      | 0,4 %     | 2      | 0,1 %    | [ 19 ]   |

Befolkningen avses enligt folkräkningen den 31 december nämnda år. För åren 1910–1940 är det den närvarande befolkningen vid folkräkningen som avses.